# Vockestaert
Het waterschap Polder Vockestaert was een waterschap gesitueerd op het grondgebied van de gemeenten Delft, Schipluiden, Schiedam, Vlaardingen en Rotterdam in de Nederlandse provincie Zuid-Holland.
Het waterschap was in 1971 ontstaan door de samenvoeging van de waterschappen:
- Holierhoekse- en Zouteveense polder
- Kerkpolder
- Lage Abtwoudsche polder
- Noord-Kethelpolder

Deze samenvoeging hield verband met de geplande aanleg van Rijksweg 19 (later Rijksweg 4), ook wel de Zoomweg genaamd, door Midden-Delfland.
Het waterschap was verantwoordelijk voor de waterhuishouding in de polders.